# Unia Świętej Katarzyny ze Sieny Misjonarek Szkoły
Unia św. Katarzyny ze Sieny - Misjonarki Szkoły (nazwa krótka: Misjonarki Szkoły) to bezhabitowe dominikańskie zgromadzenie zakonne, założone w 1924 roku we Włoszech przez czcigodną Luigię Tincani (1889-1976).
Misjonarki Szkoły składają śluby zakonne i żyją we wspólnocie sióstr.  Zazwyczaj pracują w szkołach publicznych jako nauczycielki różnych przedmiotów. Zgromadzenie jest obecne we Włoszech, Pakistanie, Indiach, a od 1989 roku także w Polsce.
31 grudnia 2013 roku należały do niego 144 siostry w 24 domach.